# Bianca Lancia
Bianca Lancia la jeune (1210-1246), ou encore Beatrice Lancia, fut la compagne et probablement la quatrième épouse légitime de l'empereur Frédéric II du Saint-Empire. Ils eurent trois enfants : Constance, impératrice de Byzance ; Manfred, roi de Sicile ; et Violante di Svevia (it), comtesse de Caserte.

## Biographie
Bianca appartenait à la maison « aléramique » des Lancia (ou « Lanza »). Les Aleramici doivent leur nom à un ancêtre, Manfred Ier Lancia, qui fut le lancifero de l'empereur Frédéric Barberousse. Bianca était la fille de Bonifacio Ier d'Agliano, comte d'Agliano, de la famille des comtes de Loreto, comte de Mineo, seigneur de Paternò et marquis de Buscavisse.
À partir de 1225, elle eut une liaison clandestine avec Frédéric II du Saint-Empire, alors marié à Yolande de Brienne. Elle l'avait rencontré à Agliano, près d'Asti. De cette relation naquirent trois enfants illégitimes :
- Constance de Hohenstaufen (1230-1307), épouse de l'empereur byzantin Jean III Doukas Vatatzès ;
- Manfred Ier de Sicile (1232 - 1266) ;
- Violante de Souabe (1233-1264), épouse de Riccardo Gaetani (ou Caetani), comte de Caserte.

Selon divers historiens, elle aurait été le grand amour de Frédéric II, tandis que d'autres voient plutôt dans cette liaison une conjonction d'intérêts politico-économiques. Toujours est-il qu'à la mort de l'impératrice Isabelle d'Angleterre, en 1241, Bianca reçut comme fief l'ancienne forteresse byzantine de Monte Sant'Angelo, l’Honor Montis S. Angeli, située sur les terres des villes de Vieste et de Siponto, et accordée en dotation à toutes les reines de Sicile de par la volonté du roi Guillaume II le Bon. Une légende veut qu'elle y soit restée cloîtrée en raison de la jalousie de l'empereur.
Parmi les chroniqueurs de l'époque, le franciscain Salimbene de Adam mentionne le mariage secret de Bianca avec Frédéric II, pendant que le bénédictin Matthew Paris rapporte qu'aux environs de 1246, en proie à  une grave maladie, Bianca supplia le souverain de l'épouser in articulo mortis, pour le salut de l'âme de leurs enfants. L'empereur aurait consenti à cette union.
De fait, Bianca passa la plus grande partie de sa vie entre les murs du château des Lancia à Brolo, et elle mourut  plus probablement dans le château normand de Paternò, non loin de Catane, que dans celui de Gioia del Colle, dans les Pouilles.